# كليف بليك
كليف بليك (بالإنجليزية: Cliff Blake)‏ هو أحيائي أسترالي، ولد في 1937.